# 贵阳交响乐团
贵阳交响乐团是一所民营交响乐团，由企业家黄志明创办。目前也是贵州省唯一的一支职业交响乐团。
2009年2月乐团成立，李心草、陈佐湟、简栢坚、里科·萨卡尼等曾在乐团担任要职。